# Коньков, Геннадий Гаврилович
Генна́дий Гаври́лович Конько́в (1922, Сухая Терешка, Хвалынский уезд — 7 октября 1943, Верхнеднепровский район, Днепропетровская область) — красноармеец, участник Великой Отечественной войны, Герой Советского Союза (1943).

## Биография
Геннадий Коньков родился в 1922 году в селе Сухая Терёшка (ныне — Николаевский район Ульяновской области). Получил начальное образование. После окончания школы работал курьером, наладчиком станков и пом мастера на фабрике «Красные Ткачи» в одноимённом посёлке Ярославской области.  В 1942 году Коньков был призван на службу в Рабоче-крестьянскую Красную Армию. С июля 1943 года — на фронтах Великой Отечественной войны. Участвовал в Курской битве. К сентябрю 1943 года гвардии красноармеец Геннадий Коньков был пулемётчиком гвардейского отдельного учебного батальона 73-й гвардейской стрелковой дивизии 7-й гвардейской армии Степного фронта. Отличился во время битвы за Днепр.
25 сентября 1943 года взвод Конькова одним из первых переправился через Днепр в районе села Бородаевка Верхнеднепровского района Днепропетровской области Украинской ССР и принял активное участие в боях на плацдарме на его западном берегу. В тех боях он уничтожил около 50 солдат и офицеров, а также подбил танк. 7 октября Коньков оказался отрезанным от основных сил и в одиночку вёл бой. Получивший тяжёлые ранения Коньков был вынесен с поля боя, но вскоре скончался. Похоронен в Бородаевке.
Указом Президиума Верховного Совета СССР от 26 октября 1943 года за «успешное форсирование Днепра и удержание плацдарма на правом берегу» гвардии красноармеец Геннадий Коньков посмертно был удостоен высокого звания Героя Советского Союза. Также посмертно был награждён орденом Ленина.
В честь Конькова названы улицы в Красных Ткачах и в селе Сухая Терешка Ульяновской области.